# Apollodore de Damas
Pour les articles homonymes, voir Apollodore et Damas (homonymie).
Apollodore de Damas (en grec ancien : Ἀπολλόδωρος) est un architecte, ingénieur, dessinateur, sculpteur et auteur de traités techniques, notamment sur les machines de guerre. Il devient l'architecte et l'ingénieur attitré de l'empereur Trajan pour lequel il réalise ses plus grandes œuvres dont le pont sur le Danube et le forum de Trajan à Rome. Il meurt entre 125 et 130 ap. J.-C. sous le règne d'Hadrien avec lequel on lui prête des relations tendues.

## Biographie
D'origine nabatéenne,,,  Apollodore est né à Damas entre 50 et 65 ap. J.-C. à une époque où la ville est gouvernée par les Arabes nabatéens avant d'être annexée plus tard par les Romains. Il se disait d'ailleurs nabatéen lui-même,.
Apollodore accompagne Trajan durant la deuxième guerre contre les Daces et met à profit ses compétences d'ingénieur pour faciliter la progression des troupes, notamment avec la construction entre 103 et 105 d'un grand pont qui enjambe le Danube à hauteur de Drobeta.
Il arrive à Rome vers 105 ou 110, époque à laquelle les grands travaux menés par Rabirius pour le compte de Domitien viennent de s'achever. Il reste ingénieur et architecte de l'empereur Trajan jusqu'à la mort de ce dernier en 117. Il est considéré comme un ingénieur de renom et le plus éminent architecte romain de son époque, digne successeur de Severus et Celer et de Rabirius.
Selon la tradition, rapportée par Dion Cassius, l'empereur Hadrien l'aurait condamné à mort pour s'être moqué de plans qu'il avait élaborés.

« Quant à Apollodore, […] il [Hadrien] l'exila d'abord, puis il le mit à mort sous prétexte qu'il avait commis quelque crime, mais, en réalité, parce qu'un jour que Trajan lui donnait des instructions pour ses travaux, Apollodore avait répondu à une observation déplacée d'Hadrien : « Va-t-en peindre tes citrouilles ; car, pour ceci, tu n'y entends rien ». Or, dans le moment, Hadrien tirait vanité de cette sorte de peinture. Lorsqu'il fut devenu empereur, il en garda ressentiment et ne supporta pas la liberté de parole de l'architecte. Il lui envoya, pour lui montrer qu'on pouvait faire de grandes choses sans lui, le plan du temple de Vénus et Rome, en lui demandant s'il était bien conçu ; Apollodore répondit que le temple aurait dû être construit sur une hauteur et l'emplacement, creusé en dessous, afin de le mettre, par cette élévation, mieux en vue sur la voie Sacrée et de loger ses machines dans la cavité, de façon à les assembler sans qu'on les aperçût, et à les amener insensiblement à l'amphithéâtre ; quant aux statues, qu'elles étaient trop grandes pour les proportions de l'édifice, « Car, ajouta-t-il, en supposant que les déesses veuillent se lever et sortir, elles ne le pourront pas ». Cette réponse sans détours courrouça le prince et lui causa une vive douleur d'être tombé dans une faute qui ne se pouvait corriger ; il ne contint ni son ressentiment ni sa peine, et fit mourir Apollodore. »

— Dion Cassius, Histoire romaine, LXIX, 4.
L'histoire telle que rapportée par Dion Cassius n'est probablement pas fondée et s'approche davantage de la calomnie. L'auteur romain semble vouloir nuire à la réputation de l'empereur Hadrien, même s'il écrit un siècle après sa mort. Toutefois, on peut deviner à travers ce récit qu'Apollodore de Damas a été un architecte libre de ses opinions qui a occupé une place privilégiée auprès de Trajan auquel il s'adresse probablement d'égal à égal. L'anecdote des citrouilles, datée de 104, montre Apollodore s'adressant à Hadrien en toute liberté, alors que ce dernier, même s'il n'est pas encore empereur à ce moment-là, occupe une des plus hautes fonctions de l'Empire.

## Réalisations
Apollodore de Damas a dû être un architecte prolifique, à l'origine de plus d'une douzaine d'édifices à Rome et dans les provinces. Toutefois, seuls le pont, le forum, l'odéon et les thermes de Trajan peuvent lui être attribués de façon certaine,. Fiorella Festa Farina, directrice de l’Institut italien de la culture de Damas, a décrit les prouesses techniques d’Apollodore comme découlant de ses racines culturelles et de la tradition architecturale de la Syrie, en raison de sa maîtrise de « la culture nabatéenne filtrée par les modes de pensée grecs ». C’est certainement grâce à lui que les dômes sont devenus un élément standard de l’architecture romaine.

### Le pont de Trajan

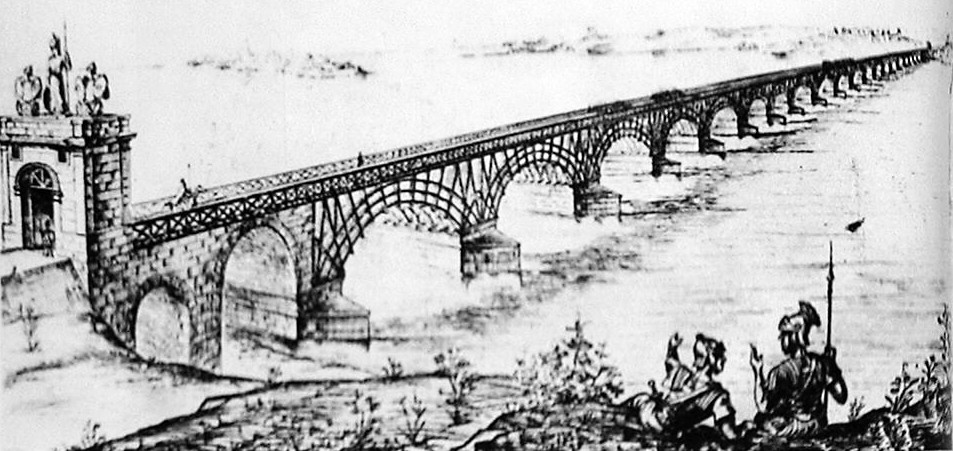
Le pont sur le Danube.

Le pont des Portes de fer, construit entre 103 et 105 à hauteur de Drobeta (actuellement Drobeta Turnu-Severin en Roumanie) traverse le Danube. Sur la rive serbe, ses vestiges se trouvent aujourd'hui intégrés, avec d’autres de la même époque comme la Table de Trajan et des vestiges de la voie romaine, dans le parc national de Đerdap, près de Kladovo, en Serbie.

« Trajan construisit un pont de pierre sur l'Ister, pont à propos duquel je ne sais comment exprimer mon admiration pour ce prince. On a bien de lui d'autres ouvrages magnifiques, mais celui-là les surpasse tous. Il se compose de vingt piles, faites de pierres carrées, hautes de cent cinquante pieds, non compris les fondements, et larges de soixante. Ces piles, qui sont éloignées de cent soixante-dix pieds l'une de l'autre, sont jointes par des arches. [...] Si j'ai dit la largeur du fleuve, ce n'est pas que son courant n'occupe que cet espace [...], c'est que l'endroit le plus étroit et le plus commode de ces pays pour bâtir un pont a cette largeur. Mais, plus est étroit le lit où il est renfermé en cet endroit, descendant d'un grand lac pour aller ensuite dans un lac plus grand, plus le fleuve devient rapide et profond, ce qui contribue encore à rendre difficile la construction d'un pont. Ces travaux sont donc une nouvelle preuve de la grandeur d'âme de Trajan […] »

— Dion Cassius, Histoire romaine, LXVIII, 13.

### Le forum et les marchés de Trajan

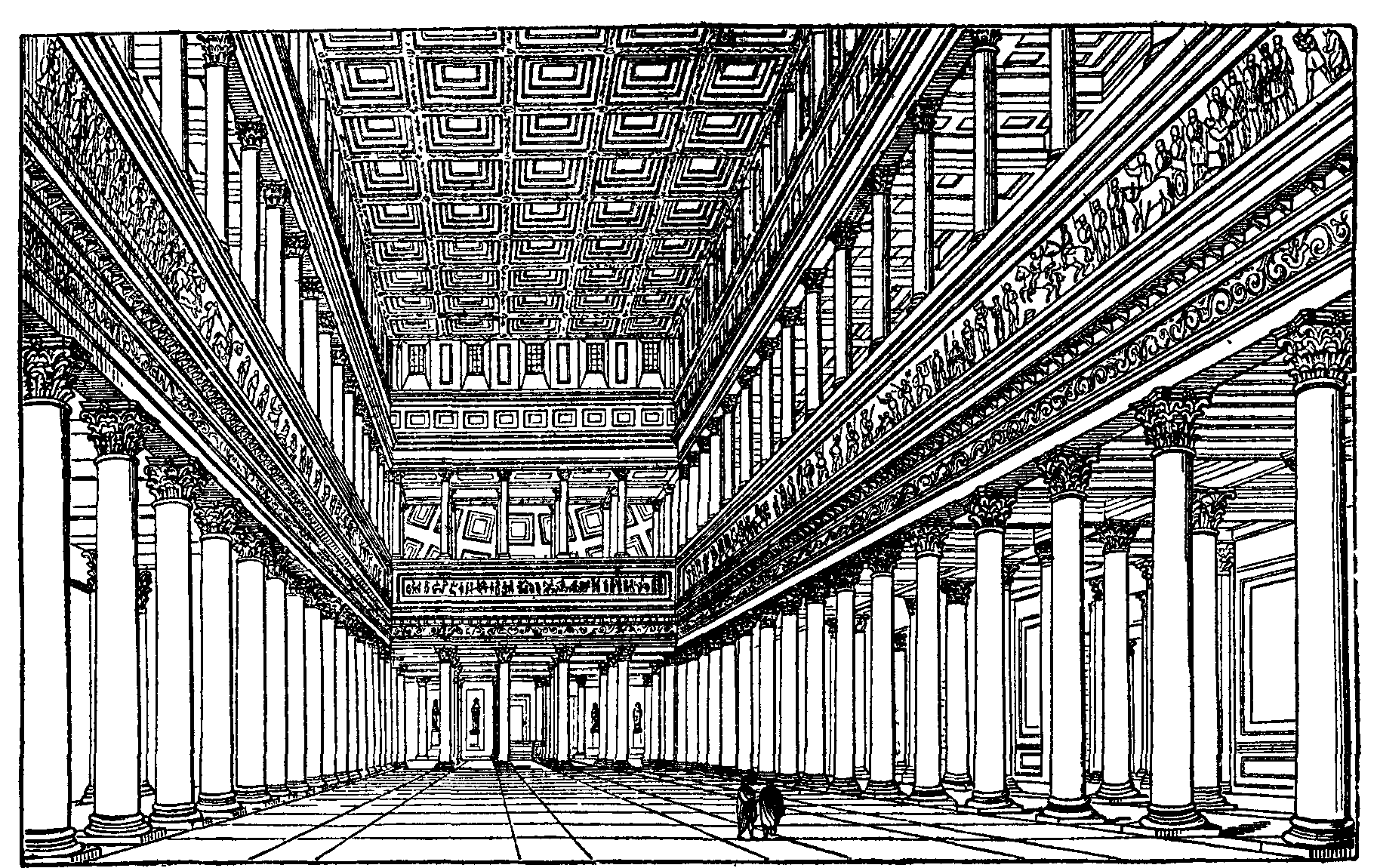
Restitution de l'intérieur de la basilique Ulpia avec son grand plafond en bois.

Apollodore de Damas conçoit et supervise la construction du forum de Trajan entre 107 et 113, à Rome. On lui attribue également la construction des marchés de Trajan, étroitement associés au forum, mais aucun texte antique ne le confirme.

### Les thermes de Trajan
Les thermes dont les vestiges s'étendent sur tout l'actuel Parco del Colle Oppio, comprennent, outre les bains, des espaces réservés pour les exercices physiques, pour les activités culturelles avec deux bibliothèques et pour les loisirs. L'édifice prenant en partie appui sur la Domus aurea, l'ancien palais de Néron se retrouve enterré en partie : on a ainsi pu dégager récemment certains éléments en bon état de conservation.

### L'odéon de Trajan
Apollodore de Damas a également construit un odéon ou un édifice pour des évènements musicaux qui n'a laissé aucune trace.

### LesPoliorcétiques
Il a également rédigé un traité de poliorcétique, de techniques de siège militaire.